# Doreen Allen
Pour les articles homonymes, voir Allen.
Doreen Allen (1879 - 18 juin 1963) est une suffragette anglaise militante et membre de la Women's Social and Political Union (WSPU), qui, après avoir été emprisonnée, est gavée de force, raison pour laquelle elle a reçu la médaille de la grève de la faim de l'UPMS pour Valor.

## Biographie
Doreen Allen est née à Dartford dans le Kent sous le nom d'Edith Doreen Allchin, l'une des dix enfants de Mary Ann née Amos (1838–1924) et de John James Allchin (1836–1903), un constructeur. En 1905, elle épouse Melville Hodsoll Allen (1879–1932) qui travaille à la Bourse de Londres et qui sert pendant la Première Guerre mondiale en tant que capitaine dans le Queen's Own Royal West Kent Regiment. 
À la suite de son arrestation en mars 1912 pour avoir participé à la campagne de bris de vitres de la Women's Social and Political Union, elle comparait devant le Bow Street Magistrates' Court le 12 mars 1912, avant d'être renvoyée en jugement lors des sessions de Londres le 19 mars 1912 et condamnée à quatre mois d'emprisonnement à la prison de Holloway en prison, elle fait une grève de la faim et subit une alimentation forcée.

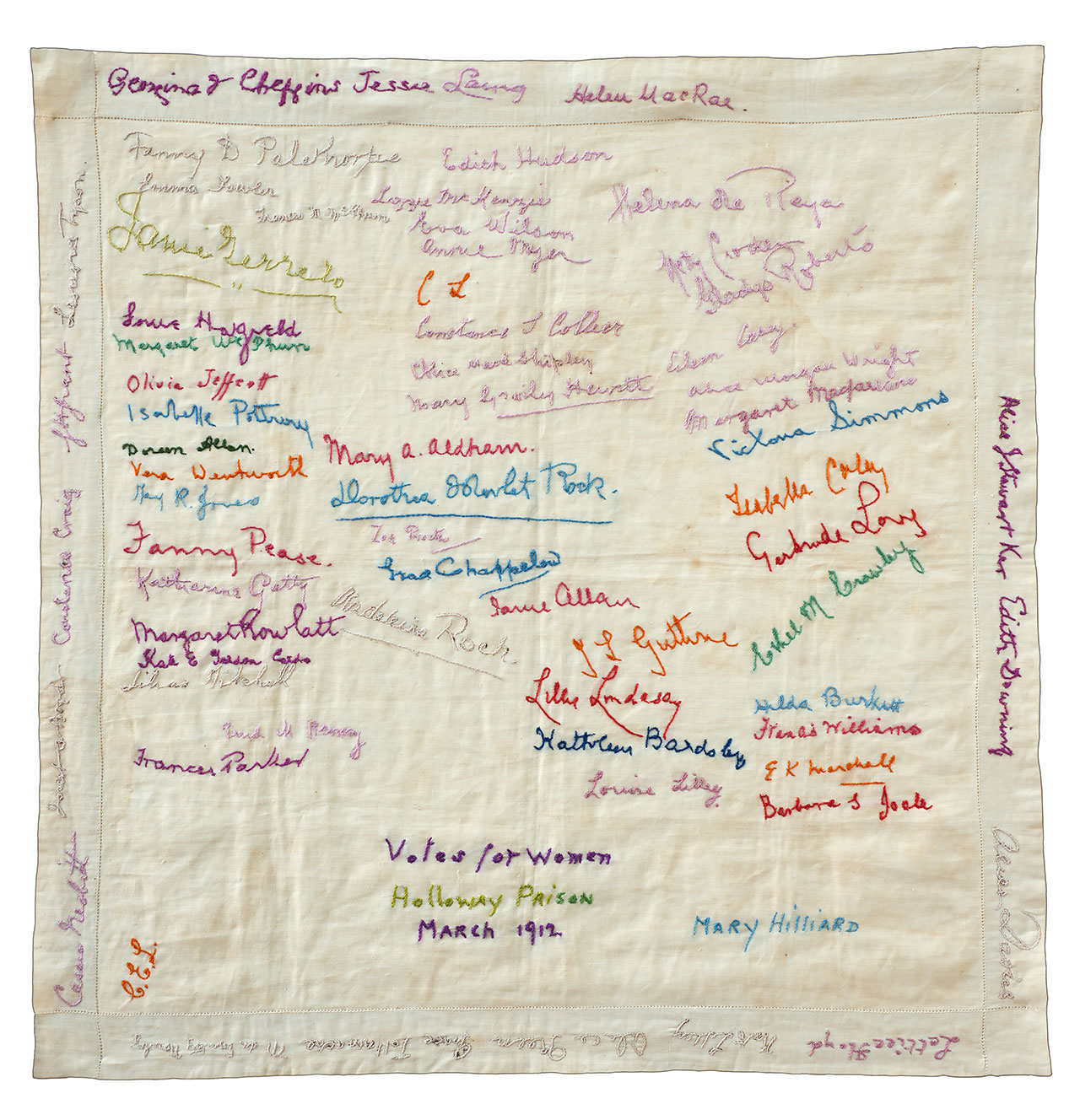
Le mouchoir des suffragettes

Mary Ann Aldham est l'une de ses co-détenues à Holloway et leurs deux signatures apparaissent sur le Mouchoir des suffragettes brodé par Janie Terrero. Pour maintenir leur moral en prison, les femmes sont obligées de faire leurs propres divertissements. Certaines comme Emmeline Pethick-Lawrence racontent des histoires tandis que Doreen Allen est assise à ses pieds avec un bras sur son genou ; plus tard Emmeline Pankhurst, s'est souvenue des débuts de la WSPU. Le 10 juin 1912, les trois grands-mères emprisonnées - Gertrude Wilkinson (alias Jessie Howard), Janet Boyd et Mary Ann Aldham chantent ensemble. À une autre occasion, certaines des femmes interprètent une scène du Marchand de Venise avec Evaline Hilda Burkitt dans le rôle de Shylock et le rôle de Narissa, la suivante de Portia, joué par Allen. À sa libération, Allen reprend ses activités politiques en faveur du droit de vote des femmes,.
Lorsque la dirigeante de la WSPU, Emmeline Pankhurst, revient d'Amérique en Grande-Bretagne à la fin de 1913, elle rencontre à Plymouth un groupe de suffragettes qui comprend Doreen Allen. Alors que Pankhurst débarque du Majestic, elle est arrêtée en vertu du Cat and Mouse Act et emmenée à la prison d'Exeter.
Dans ses dernières années, Doreen Allen vit à Brighton dans le Sussex. Elle meurt en juin 1963. 
Elle est la tante de Sir Geoffrey Cuthbert Allchin KCBE, CMG, MC (1895–1968), ambassadeur britannique au Maroc.